# Ријалто (Савона)
Ријалто (итал. Rialto) је насеље у Италији у округу Савона, региону Лигурија.
Према процени из 2011. у насељу је живело 66 становника. Насеље се налази на надморској висини од 362 м.

## Становништво
Према резултатима пописа становништва 2011. у општини је живело 564 становника.
| 1931. | 1936. | 1951. | 1961. | 1971. | 1981. | 1991. | 2001. | 2011. |
| ----- | ----- | ----- | ----- | ----- | ----- | ----- | ----- | ----- |
| 707   | 706   | 638   | 566   | 532   | 539   | 520   | 542   | 564   |

## Партнерски градови
- Cauto Cristo